# FileLocator Pro
FileLocator Pro是一款提供桌面搜索的商业软件，由Mythicsoft公司制作开发。软件分为付费版FileLocator Pro及FileLocator Lite两个版本。软件无需建立数据库索引。Pro版和Lite版均支持文件名快速查找及文档（TXT、Office文档等）内容全文搜索及预览功能，并支持多种正则表达式以及在日期属性等细节设定下搜索。Pro版包括支持50种以上文档格式搜索，如PDF、Zip等格式，并可建立数据库索引等更多功能。